# Гільєрмо Кінтана Лакачі
Гільєрмо Кінтана Лакачі (ісп. Guillermo Quintana Lacaci, Ферроль, 6 липня 1916 — Мадрид, 29 січня 1984) — іспанський військовий.
У віці двадцяти років він приєднався до національної сторони в громадянській війні в Іспанії як кадет. У 1979 році він був призначений генерал-капітаном військового регіону, який базувався в Мадриді, і займав цю посаду, коли відбувся державний переворот 23 лютого 1981 року. Став на сторону конституційної законності, своєю позицією сприяв провалу державного перевороту. Він був убитий бойовиками ЕТА 29 січня 1984 року.

## Біографія
Син і онук солдатів, Гільєрмо Кінтана Лакачі народився у Ферролі (Ла-Корунья) у 1916 році та вступив до загальновійськової академії у 1935 році після закінчення першого курсу точних наук, як це було обов’язково на той час, в університеті Сантьяго. де Компостела.
18 липня 1936 року він був сюрпризований у Сеє (Ла-Корунья), коли він уже був курсантом піхотної зброї. Він брав участь у громадянській війні в Іспанії спочатку як студент-лейтенант, а потім як тимчасовий лейтенант, був зарахований до піхотного полку Самора № 8, а пізніше до IV Tabor de Regulares de Ceута.
Маючи категорію генерала, він командував високогірною бригадою Хака та був директором Загальновійськової академії Сарагоси, другим начальником військ у Галісії та військовим губернатором Понтеведри, заступником інспектора VIII військового регіону та військовим губернатором Ла-Корунья. Після підвищення в генерал-лейтенанти він був призначений начальником I військового округу, де він залишався з травня 1979 року по квітень 1982 року.